# Victoria Camps
Pour les articles homonymes, voir Camps et Cervera (homonymie).
Victòria Camps i Cervera, née à Barcelone le 21 février 1941, est une philosophe espagnole, spécialiste de la bio-éthique.

## Biographie
Victòria Camps soutient en 1975 à l'Université de Barcelone une thèse de doctorat sur La dimensión pragmática del lenguaje. Elle est vice-rectrice et professeur d'éthique à l'Université autonome de Barcelone. À ce titre, elle siège aux comités éthiques de l'Hospital del Mar, de l'Hôpital universitaire Vall d'Hebron et de la Fondation Esteve de Barcelone, et est présidente du Comité de bioéthique de Catalogne.
Elle est élue sénatrice lors des élections générales espagnoles de 1993. Elle est également membre du comité éditorial des revues Isegoría (de l'Institut de philosophie du Conseil supérieur de la recherche scientifique) et Letra Internacional. Elle est l'autrice, notamment, de La imaginación ética, Virtudes públicas, El siglo de las mujeres, Le gobierno de las emociones et Breve historia de la ética.
En 2012, elle signe un manifeste contre l'indépendance de la Catalogne.
Elle est nommée conseillère permanente et présidente de la septième section du Conseil d'État en octobre 2018, en remplacement de la nouvelle présidente de l'institution, María Teresa Fernández de la Vega. Elle démissionne en octobre 2022 pour raisons personnelles, suivie quelques heures plus tard par Fernández de la Vega, qui lui succède et reprend ses anciennes fonctions quelques jours plus après.